# 中華民國財政部
財政部是中華民國全國公共財政的最高主管機關，除掌理中央政府的公共財政外，並負責監理各地方政府的財政事務。

## 歷史

中華民國財政部部旗

- 1906年（清光緒32年），清政府設立度支部總管全國財政事務。
- 1912年1月3日，依《中華民國臨時政府組織大綱》成立中華民國臨時政府內閣，臨時大總統下設立「財政部」，財政部首長稱為總長。3月12日，依《中華民國臨時約法》成立北洋政府內閣，國務院下依舊設置「財政部」（直至1928年6月3日北洋政府結束，國務院解散）。
- 1917年8月25日，根據在廣州召開的國會非常會議，孫中山決定組織護法軍政府；9月1日，大元帥府下仍然設立財政部。
- 1925年7月，國民政府公布《國民政府財政部組織法》，仍設立「財政部」管理國民政府財務行政，處理政府預算決算及監督所轄各機關。
- 1926年，財政部增設鹽務總處、稅務總處、緝私衛商管理委員會。
- 1927年5月，國民政府財政部成立，直隸國民政府。[1]8月，《國民政府財政部組織法》修正，規定財政部職掌為管轄各省區稅務、國庫、公債、錢幣、會計、出納暨其他一切財政，並監督所轄各機關及公共團體之財政。11月，《國民政府財政部組織法》修正，規定財政部「管理全國庫藏、稅收、公債、錢幣、會計、政府專賣金銀暨一切財政收支事項，並監督所轄各機關及公共團體之財政。」[1]財政部初設部長一人，次長一人。[2]財政部成立之初，分設秘書和總務、參事兩廳，賦稅司、錢幣司、公債司、會計司、國庫司、關稅處、鹽務處、禁煙處及土地處。[2]
- 1928年5月，《國民政府財政部組織法》修正，財政部增設總務處，財政部錢幣司曾一度改為金融監理局。10月，依《中華民國國民政府組織法》，實行「五權制度」，在國民政府之下設立五院，財政部改隸行政院，管理全國財政事務，對於各地最高行政長官執行該部主管事務，「有指示監督之責」。[3]財政部增為次長二人，分為政務次長和常務次長。[2]12月，《國民政府財政部組織法》修正，財政部設關務署、鹽務署、總務司、賦稅司、公債司、錢幣司、國庫司、會計司、菸酒稅處、印花稅處及捲菸煤油稅處，裁撤禁煙處。
- 1929年5月，因應煤油稅改歸海關徵收，《國民政府財政部組織法》修正，捲菸煤油稅處改名為捲菸統稅處。
- 1931年2月，《國民政府財政部組織法》修正，財政部常任次長職稱改為常務次長。孔祥熙繼任財政部長後，財政部內部改組，分設參事廳、秘書處、關務署、鹽務署、稅務署、總務司、稅務司、賦稅司、公債司、錢幣司、國庫司和會計司。[2]
- 1936年7月，《國民政府財政部組織法》修正，鹽務署改名為鹽政司，財政部設關務署、稅務署、總務司、鹽政司、賦稅司、公債司、國庫司、錢幣司及會計處。
- 1937年7月，會計司改組為會計處。[2]
- 1940年3月，《國民政府財政部組織法》修正，國庫司改為國庫署，直接稅事務處改為直接稅處。
- 1941年11月，《國民政府財政部組織法》修正，統計主任職稱改為統計長，並增置編譯若干人。
- 1943年3月，《國民政府財政部組織法》修正，財政部改設國庫署、直接稅署、關務署、稅務署、緝私署、錢幣司、公債司、鹽政司、專賣事業司、地方財政司、總務司、人事處、會計處及統計處；《中華民國憲法》施行後至1981年2月2日，財政部組織仍沿此制。
- 1946年4月，財政部設臺灣鹽務管理局。
- 1949年2月6日，財政部遷往廣州，並在福州成立辦事處。[4]
- 1978年，臺北市中正區愛國西路2號（博愛特區）財政部大樓完工，地上8層。1988年，愛國西路財政部大樓後方加蓋一棟大樓，愛國西路財政部大樓從此有前棟、後棟之分。
- 1981年2月2日，《財政部組織法》修正公布施行，財政部設關政司、金融司、總務司、秘書室、人事處、會計處、統計處及法規委員會。
- 1985年4月27日，財政部與中央銀行成立中央存款保險公司籌備小組，梁成金擔任召集人。9月27日，中央存款保險公司正式開業。
- 1990年10月，財政部研議將金融司改為金融局，將金融司保險科升格為保險司，並研提《財政部組織法》修正草案及《財政部金融局組織條例》草案，報經行政院核轉立法院審議通過。
- 1991年5月31日，《財政部組織法》及《財政部金融局組織條例》修正公布施行。
- 1999年9月21日，愛國西路財政部前棟、後棟大樓在九二一大地震受損，成為危樓。
- 2004年7月1日，行政院金融監督管理委員會成立，原財政部保險司、金融局、證券暨期貨管理委員會分別改為金融監督管理委員會下的保險局、銀行局及證券期貨局。
- 2011年1月1日，配合中央存款保險公司股權移轉，中央存款保險公司改隸金融監督管理委員會。
- 2012年3月15日，財政部成立財政健全小組，會後決議朝財政改革與稅制改革方向通盤討論，將優先討論資本利得稅、綜合所得稅、能源稅／貨物稅、管理國家債務、檢討地方財政與對策、開發國有資產。
- 2013年1月1日，新版《財政部組織法》實施，關稅總局、國有財產局、財稅資料中心分別改組為關務署、國有財產署、財政資訊中心。行政院公共工程委員會之促進民間參與公共建設業務（促參籌備處）併入財政部，財政部增設推動促參司。
- 2018年9月17日，財政部（含國庫署及賦稅署）搬遷至臺北市文山區羅斯福路六段142巷1號（景美財政園區）；同月18日舉辦喬遷典禮。
- 未來，行政院公共工程委員會裁撤後，財政部將再增設政府採購司，承接有關政府採購業務（受交通部委託）。

## 組織
- 財政部部長（兼任金融監督管理委員會委員）
  - 財政部次長（政務次長兩名、常務次長一名，十四職等）
    - 主任秘書（一名，十二職等同參事及司處長）
    - 參事、技監（十二職等同主秘及司處長）

| 業務單位 - 綜合規劃司 - 國際財政司 - 推動促參司 行政單位 - 秘書處 - 人事處 - 會計處 - 統計處 - 政風處 - 法制處 任務編組 - 財政健全小組 | 三級機關 - 國庫署 - 賦稅署 - 國有財產署 - 關務署 - 臺北國稅局 - 北區國稅局 - 中區國稅局 - 南區國稅局 - 高雄國稅局 - 財政資訊中心 四級機構（財政部直屬） - 財政人員訓練所 | - 臺灣金融控股股份有限公司 - 臺灣銀行 - 臺銀人壽 - 臺銀保險經紀人 - 臺銀證券 - 臺灣土地銀行 - 土銀保險經紀人 - 中國輸出入銀行 - 財政部印刷廠 - 臺灣菸酒股份有限公司 |

## 辦公廳舍

### 愛國西路舊財政大樓
財政部原本設於臺北市中正區愛國西路2號的財政大樓。該建築於1969年9月動工，1971年3月完工，同年4月啟用。大樓為地上八層建築，基地面積約3,462平方公尺，總建築面積為8,008平方公尺，採長方形配置，座南朝北，具良好採光與視野。
因應業務擴增與組織調整，1985年起在舊大樓後方增建新棟辦公大樓，1988年完工，與原大樓外觀形式一致，兩棟間距約10公尺。新舊大樓合計基地面積為7,082平方公尺，建築總面積達16,328.78平方公尺。
2010年，建物經耐震評估顯示不符現行法規，部分樓層亦有氯離子過高等問題，考量補強效益及使用安全，財政部遂啟動遷建計畫。

### 財政園區新財政大樓
2018年9月，財政部與所屬國庫署、賦稅署、財政人員訓練所正式遷入位於臺北市文山區羅斯福路六段的財政園區。該基地面積約3.52公頃，原址曾為臺灣省菸酒公賣局製瓶工廠，後由財政部取得並規劃為新辦公園區。
新財政大樓由民間合作廠商興建，為地上15層、地下2層的鋼骨結構建築，總樓地板面積約30,383平方公尺，於2017年竣工。該建築獲頒黃金級綠建築與智慧建築標章，並曾榮獲世界華人建築師協會住宅與住區設計獎項。

### 國有財產署
國有財產署原位於臺北市大安區光復南路，鄰近臺北大巨蛋、國父紀念館等設施。由於大樓老舊，遂於2023年12月搬遷至愛國西路的舊財政大樓作為中繼辦公地點，目前與環境部氣候變遷署、外交部國際傳播司合署辦公。
2025年2月，財政部國有財產署原址改建案，歷經8度流標後終於決標。國有財產署與民間得標廠商台境簽約，台境將在基地興建2棟大樓，總工程造價約新台幣16.75億元，預計2027年6月開工、2032年2月遷入，為目前中央部會首宗危老改建案。

### 關務署
關務署本部位於臺北市大同區塔城街13號的海關大樓，鄰近臺北府城北門、臺北車站、臺北雙子星等重要設施。

### 財政資訊中心
財政資訊中心位於臺北市信義區忠孝東路四段547號，與刑事警察局相鄰。

## 外部連結
- 官方网站 （繁體中文）（英文）